# Konstanty Józef Zieliński
Konstanty Józef Zieliński (ur. 1646 w Rostkowie, zm. 17 lutego 1709 w Moskwie) – polski duchowny rzymskokatolicki, biskup pomocniczy gnieźnieński w latach 1694–1700, arcybiskup metropolita lwowski w latach 1700–1709.

## Życiorys
Urodził się w styczniu 1646. Dokładna data nie jest jednak znana. Pochodził z zamożnej rodziny szlacheckiej z północnego Mazowsza pieczętującej się herbem Świnka. Jego ród posiadał liczne dobra ziemskie w ziemi dobrzyńskiej i w województwie płockim. Był synem kasztelana sierpeckiego Ludwika Zielińskiego (1619–1678) i jego pierwszej żony, Heleny z Zawadzkich (1626–1648). Studiował w: Krakowie, Ingolstadt, Paryżu i Rzymie. Uzyskał doktorat z teologii. Święcenia kapłańskie przyjął w 1671.
W okresie panowania Michała Korybuta Wiśniowieckiego pełnił obowiązki sekretarza królewskiego. Jako duchowny był kanonikiem: płockim, pułtuskim, gnieźnieńskim i krakowskim. W związku z pełnionymi godnościami zgromadził liczne beneficja.
Archidiakon pułtuski, proboszcz w Sokalu, administrator diecezji kujawsko-pomorskiej w 1680 i diecezji płockiej w 1681.
W 1682 był deputatem duchownym Trybunału Głównego Koronnego w Piotrkowie. 30 sierpnia 1694 został mianowany biskupem tytularnym Hierapolis in Isauria. Konsekrowany na biskupa 7 listopada 1694 przez prymasa Michała Stefana Radziejowskiego, w latach następnych pełnił funkcję jego biskupa pomocniczego. Zastępował metropolitę w obowiązkach biskupich na terenie archidiecezji gnieźnieńskiej. W 1695 został prezydentem Trybunału Głównego Koronnego.
30 marca 1700 został mianowany arcybiskupem metropolitą lwowskim. W styczniu 1702 roku podpisał akt pacyfikacji Wielkiego Księstwa Litewskiego. W 1704 opowiedział się za detronizacją Augusta II Mocnego. W 1704 podpisał pacta conventa Stanisława Leszczyńskiego. W 1705 mimo grożącej suspensy koronował Stanisława Leszczyńskiego na króla Polski. Po śmierci prymasa Polski Michała Stefana Radziejowskiego został wytypowany przez Stanisława Leszczyńskiego na jego następcę. Podczas elekcji otrzymał od znacznej części kapituły nominację na arcybiskupa metropolitę gnieźnieńskiego w opozycji do kandydatury Stanisława Szembeka. Nie mógł jednak liczyć na prekonizację, gdyż Stolica Apostolska opowiadała się w czasie wojny domowej w Rzeczypospolitej za stroną saską. Ciążyła na nim ponadto formalnie kara kościelna za udział w koronacji w Warszawie. W latach 1705–1707 ukrywał się przed wojskami rosyjskimi i stronnikami Augusta II Mocnego, początkowo w Ugoszczu, a potem od 1706 w Skępem. Na początku 1707 został schwytany przez wojska rosyjskie i zesłany w głąb Rosji.
Zmarł w niewoli.